# جفرسون تابناس
جفرسون تابناس (انگلیسی: Jefferson David Tabinas؛ زادهٔ ۱۹) یک بازیکن فوتبال اهل فیلیپین است. وی همچنین در تیم ملی فوتبال فیلیپین بازی کرده‌است.